# Once in a While
Once in a While is een nummer van het Amerikaanse muziekduo Timeflies uit 2016.
Het nummer werd in een aantal landen een bescheiden hit. In Timeflies' thuisland de Verenigde Staten werd het geen hit. In de Nederlandse Top 40 behaalde het de 15e positie, en in de Vlaamse Ultratop 50 de 39e.